# L'Inspecteur Max
L'Inspecteur Max est un roman policier français de Pierre Véry publié en 1937.

## Résumé
L'inspecteur Max, jeune policier de trente-cinq ans d'origine soudanaise, ignore tout de la culture africaine. Il appartient à la brigade spéciale de la police judiciaire. Chargé d'enquêter sur le vol, à l'hôtel particulier d'Aubrac, d'une rivière de diamants, il enclenche comme il se doit les procédures. Or, le cambrioleur ne semble pas s'être satisfait de son butin, car il revient et, cette fois, la vicomtesse est étranglée, puis pendue à une statue africaine. Le vicomte, bouleversé par l'horrible meurtre de sa jeune et belle épouse, se réfugie au manoir de Trompe-Souris, dans l'Aveyron. Or, dans le calme de la nuit, au cœur de la campagne française, il entend s'élever un funèbre chant africain, puis tombe dans le coma. L'inspecteur Max, que les superstitions et les peurs ancestrales laissent de glace, se voit néanmoins confronté à la culture de sa terre natale dans une enquête qui lui donne bien du fil à retordre. 

## Éditions
- Éditions Gallimard, 1937
- Éditions Horay, coll. « Suites policières », 1951
- Librairie des Champs-Élysées, « Le Masque ». Les Maîtres de roman policier no 2353, 1997  (ISBN 2-7024-2776-6)

## Source
- Jean Tulard, Dictionnaire du roman policier : 1841-2005. Auteurs, personnages, œuvres, thèmes, collections, éditeurs, Paris, Fayard, 2005, 768 p. (ISBN 978-2-915793-51-2, OCLC 62533410), p. 369.